# هال ديكسون
هال ديكسون (بالإنجليزية: Hal Dixon)‏ هو لاعب كرة قاعدة أمريكي، ولد في 7 يوليو 1920 في كارولاينا الشمالية في الولايات المتحدة، وتوفي في 28 يوليو 1966 في تشسني في الولايات المتحدة.